# Dregea stelostigma
Dregea stelostigma là một loài thực vật có hoa trong họ La bố ma. Loài này được (K.Schum.) Bullock mô tả khoa học đầu tiên năm 1957.